# Carole Monnet
Carole Monnet (Bojarka, 1º dicembre 2001) è una tennista francese.
L'11 settembre 2023 ha ottenuto il suo best ranking nel singolare piazzandosi alla 162ª posizione, mentre il 17 giugno 2024 ha raggiunto il miglior piazzamento mondiale nel doppio alla 169ª posizione.

## Carriera
Ha vinto 8 titoli in singolare e 3 titoli in doppio nel circuito ITF.
Ha fatto il suo debutto nel circuito maggiore al Ladies Open Lausanne 2021 - Doppio, in coppia con la statunitense Gabriella Price. Il suo debutto ufficiale nel singolare avviene agli Internationaux de Strasbourg 2022 - Singolare, dove è sconfitta al primo turno da Elise Mertens.
Agli Open di Francia 2022 - Singolare femminile fa la sua prima apparizione in un torneo del Grand Slam, perdendo dalla ceca Karolína Muchová.

## Vita personale
Carole Monnet è nata a Bojarka, in Ucraina, ed è stata adottata da due genitori francesi provenienti da Tolosa.

## Circuito WTA 125

### Doppio

#### Vittorie (1)
| N. | Data              | Torneo                             | Superficie  | Compagna          | Avversarie in finale          | Punteggio        |
| 1. | 14 settembre 2024 | Țiriac Foundation Trophy, Bucarest | Terra rossa | Darja Semeņistaja | Aliona Bolsova Katarzyna Kawa | 1-6, 6-2, [10-7] |

#### Sconfitte (1)
| N. | Data          | Torneo                            | Superficie  | Compagna        | Avversarie in finale         | Punteggio           |
| 1. | 4 maggio 2024 | Open 35 de Saint-Malo, Saint-Malo | Terra rossa | Estelle Cascino | Amina Anšba Anastasia Dețiuc | 6(7)-7, 6-2, [5-10] |

## Statistiche ITF

### Singolare

#### Vittorie (8)
| Torneo $100.000 (0) |
| Torneo $80.000 (0)  |
| Torneo $60.000 (0)  |
| Torneo $40.000 (0)  |
| Torneo $25.000 (2)  |
| Torneo $15.000 (6)  |

| N. | Data             | Torneo                               | Superficie  | Avversaria in finale | Punteggio      |
| 1. | 17 novembre 2019 | Magic Tours, Monastir                | Cemento     | Andreea Prisăcariu   | 6–2, 3–1, rit. |
| 2. | 24 novembre 2019 | Magic Tours, Monastir                | Cemento     | Clara Burel          | 6-2, 6-0       |
| 3. | 1º dicembre 2019 | Magic Tours, Monastir                | Cemento     | Marija Tkačeva       | 7–5, 6–2       |
| 4. | 23 febbraio 2020 | Magic Tours, Monastir                | Cemento     | Valentina Ryser      | 4-6, 6-1, 6-2  |
| 5. | 29 novembre 2020 | Magic Tours, Monastir                | Cemento     | Julija Hatouka       | 2-6, 6-1, 7-5  |
| 6. | 20 dicembre 2020 | Magic Tours, Monastir                | Cemento     | Julija Hatouka       | 5-7, 7-5, 6-3  |
| 7. | 2 ottobre 2022   | Lisboa Belém Open, Lisbona           | Terra rossa | Joanne Züger         | 1-6, 6-3, 6-2  |
| 8. | 19 febbraio 2023 | Women's Santo Domingo, Santo Domingo | Cemento     | Darja Semeņistaja    | 7-5, 3-6, 6-1  |

#### Sconfitte (8)
| Torneo $100.000 (1) |
| Torneo $80.000 (0)  |
| Torneo $60.000 (0)  |
| Torneo $40.000 (1)  |
| Torneo $25.000 (2)  |
| Torneo $15.000 (4)  |

| N. | Data             | Torneo                                       | Superficie  | Avversaria in finale | Punteggio        |
| 1. | 21 ottobre 2018  | Cantanhede Ladies Open, Cantanhede           | Sintetico   | Manca Pislak         | 2–6, 1–6         |
| 2. | 9 dicembre 2018  | GD Tennis Cup, Adalia                        | Cemento     | Ioana Gașpar         | 1-6, 2-6         |
| 3. | 27 ottobre 2019  | Lousada Indoor Open, Lousada                 | Cemento (i) | Francisca Jorge      | 6–4, 6(6)-7, 4–6 |
| 4. | 13 dicembre 2020 | Magic Tours, Monastir                        | Cemento     | Lulu Sun             | 0-6, 6-2, 2-6    |
| 5. | 16 gennaio 2022  | Magic Tours, Monastir                        | Cemento     | Maja Chwalińska      | 4-6, 4-6         |
| 6. | 13 marzo 2022    | Antalya Series, Adalia                       | Terra rossa | Petra Marčinko       | 4-6, 1-6         |
| 7. | 30 luglio 2023   | Figueira da Foz Ladies Open, Figueira da Foz | Cemento     | Alina Korneeva       | 0-6, 0-6         |
| 8. | 21 gennaio 2024  | ITF WTT KSLTA, Bangalore                     | Cemento     | Darja Semeņistaja    | 1-6, 0-3, rit.   |

### Doppio

#### Vittorie (3)
| Torneo $100.000 (0) |
| Torneo $80.000 (0)  |
| Torneo $60.000 (1)  |
| Torneo $40.000 (0)  |
| Torneo $25.000 (0)  |
| Torneo $15.000 (2)  |

| N. | Data             | Torneo                    | Superficie  | Compagna        | Avversarie in finale               | Punteggio        |
| 1. | 23 novembre 2019 | Magic Tours, Monastir     | Cemento     | Tamara Čurović  | Manon Arcangioli Alice Robbe       | 6-3, 6-4         |
| 2. | 31 ottobre 2020  | Magic Tours, Monastir     | Cemento     | Dia Evtimova    | Weronika Falkowska Hanna Kubarava  | 6–3, 2–6, [10–5] |
| 3. | 16 maggio 2025   | Empire Trnava Cup, Trnava | Terra rossa | Estelle Cascino | Arianne Hartono Prarthana Thombare | 6-2, 6-2         |

#### Sconfitte (9)
| Torneo $100.000 (2) |
| Torneo $80.000 (0)  |
| Torneo $60.000 (3)  |
| Torneo $40.000 (0)  |
| Torneo $25.000 (3)  |
| Torneo $15.000 (1)  |

| N. | Data             | Torneo                                      | Superficie    | Compagna              | Avversarie in finale                          | Punteggio         |
| 1. | 7 dicembre 2019  | Magic Tours, Monastir                       | Cemento       | Marija Tkačeva        | Yasmine Mansouri Marie Mettraux               | 4–6, 6–3, [6–10]  |
| 2. | 18 giugno 2021   | Swedish Ladies, Jönköping                   | Terra rossa   | Jacqueline Cabaj Awad | Cristiana Ferrando Oana Georgeta Simion       | 5-7, 4-6          |
| 3. | 29 ottobre 2021  | Kiriat Motzkin Open, Kiryat Motzkin         | Cemento       | Marija Bondarenko     | Quirine Lemoine Eva Vedder                    | 0-6, 2-6          |
| 4. | 20 agosto 2022   | Open Teniszvölgy Kupa, Mogyoród             | Terra rossa   | Marine Partaud        | Ilona Georgiana Ghioroaie Amarissa Kiara Tóth | 5-7, 0-6          |
| 5. | 13 maggio 2023   | Zagreb Ladies Open, Zagabria                | Terra rossa   | Antonia Ružić         | Valentini Grammatikopoulou Dalila Jakupovič   | 2-6, 5-7          |
| 6. | 12 novembre 2023 | LTP Charleston Pro Tennis, Charleston       | Terra verde   | Nigina Abduraimova    | Hailey Baptiste Whitney Osuigwe               | 4-6, 6-3, [11-13] |
| 7. | 11 maggio 2024   | Open Saint-Gaudens Occitanie, Saint-Gaudens | Terra rossa   | Estelle Cascino       | Émeline Dartron Tiantsoa Rakotomanga Rajaonah | 3-6, 6-1, [10-12] |
| 8. | 15 giugno 2024   | Engie Open de Biarritz, Biarritz            | Terra rossa   | Estelle Cascino       | Irina Bara Andreea Mitu                       | 3-6, 6-3, [7-10]  |
| 9. | 10 novembre 2024 | Therme Erding Open, Ismaning                | Sintetico (i) | Isabelle Haverlag     | Aneta Kučmová Aneta Laboutková                | 6-4, 4-6, [7-10]  |